# Elecciones federales de Alemania de 1928
Las elecciones federales de Alemania de 1928 tuvieron lugar el domingo 20 de mayo del mencionado año con el objetivo de renovar los 491 escaños que componían la cuarta legislatura republicana del Reichstag (Dieta Imperial), siendo las quintas elecciones de la República de Weimar, y las últimas antes de la Gran Depresión. El sistema electoral implementado en la época era un rígida representación proporcional por listas, con 62.000 votos bastando para lograr la elección de un diputado.
El Partido Socialdemócrata de Alemania (SPD), liderado por Hermann Müller, logró una amplia primera minoría con el 29.76% de los votos y 153 escaños, mientras que el Partido Comunista de Alemania (KPD) obtuvo el 10.62% y 54 escaños, por lo que más del 40% de los escaños estuvieron en manos de las principales fuerzas de izquierda y centroizquierda. El Partido Nacional del Pueblo Alemán (DVNP), principal oposición desde los anteriores comicios, mantuvo el segundo puesto con un 14.25%, sufriendo una fuerte debacle con respecto al más de 20% que había logrado en diciembre de 1924. Quedó en tercer lugar el Partido de Centro (Zentrum) con un 12.07% y 61 escaños, apenas encima del KPD. Como novedad electoral, el Partido Nacionalsocialista Obrero Alemán (NSDAP o Partido Nazi), liderado por Adolf Hitler, fue legalizado y pudo concurrir a los comicios por primera vez desde el "Putsch de Múnich" de 1923. Sin embargo, su desempeño electoral acompañó al declive derechista y solo recibió el 2.63% de los votos y 12 escaños, quedando incluso por debajo del regional Partido Popular Bávaro (BVP). En las últimas dos elecciones, el Partido Nazi, había participado con el nombre de Movimiento Nacionalsocialista de la Libertad (Nationalsozialistische Freiheitspartei, NSFP). La participación electoral fue del 75.60%, la más baja de la República de Weimar, estimándose que alrededor de 10 millones de alemanes decidieron no emitir sufragio.
Los comicios demostraron un considerable fortalecimiento de la izquierda política, en contraste con la notoria debacle que sufrieron los partidos de carácter nacionalista, conservador y monárquico. Incluso la derecha democrática, encarnada en el Zentrum, vio disminuido su apoyo. Los partidos derechistas del llamado "Bloque Cívico", liderado por Gustav Bauer, perdieron la mayoría, y el Partido Socialdemócrata, aunque muy lejos de una mayoría absoluta, quedó en una posición muy favorable para la formación del futuro gobierno debido a que había superado por quince puntos al segundo puesto. Después de las elecciones, Hermann Müller se convirtió en presidente del Gobierno, formando un amplio gobierno de coalición que incluía al PSD, al Zentrum y al Partido Popular Alemán (DVP).

## Resultados
| #  | Partido político    | Votos      | % de votos válidos | Escaños | Variación (escaños) |
| -- | ------------------- | ---------- | ------------------ | ------- | ------------------- |
| 1  | SPD                 | 9.152.979  | 29.76%             | 153     | +22                 |
| 2  | DNVP                | 4.381.563  | 14.25%             | 73      | -30                 |
| 3  | Zentrum             | 3.712.152  | 12.07%             | 61      | -8                  |
| 4  | KPD                 | 3.264.793  | 10.62%             | 54      | +9                  |
| 5  | DVP                 | 2.679.703  | 8.71%              | 45      | -6                  |
| 6  | DDP                 | 1.479.374  | 4.81%              | 25      | -7                  |
| 7  | WP                  | 1.387.602  | 4.54%              | 23      | +11                 |
| 8  | BVP                 | 945.644    | 3.07%              | 17      | -2                  |
| 9  | NSDAP               | 810.127    | 2.63%              | 12      | -2                  |
| 10 | CNBL                | 571.891    | 1.86%              | 9       | Nuevo               |
| 11 | Otros partidos      | 2.367.419  | 7,68%              | 18      | -                   |
|    | Votos nulos/blancos | 412.542    | -                  | -       | -                   |
|    | Total               | 31.165.789 | 100.0%             | 491     | -2                  |

- Fuente: Gonschior.de